# Янковский, Фёдор Георгиевич
Фёдор Георгиевич Янковский (20 марта 1897, Царское Село — 7 марта 1958, Одесса) — советский военачальник, генерал-майор артиллерии (1943).

## Начальная биография
Фёдор Георгиевич Янковский родился 20 марта 1897 года в городе Царское Село.

## Военная служба

### Первая мировая и гражданская войны
В мае 1916 года был призван в ряды Русской императорской армии и направлен рядовым-телефонистом в 3-ю отдельную батарею 120-мм пушек (3-й Кавказский корпус, Западный фронт), после чего принимал участие в боевых действиях в Галиции. В августе 1917 года Янковский был переведён на ту же должность во 2-ю отдельную батарею (6-й тяжёлый дивизион), дислоцированную в Детском Селе и Курске.
В январе 1918 года вступил в ряды РККА, после чего был назначен на должность заведующего клубом 1-го социалистического батальона, в дислоцированного в Детском Селе, в ноябре — на должность начальника конной разведки 47-го стрелкового полка (6-я стрелковая дивизия, 7-я армия), в апреле 1919 года — на должность начальника разведки и связи заградительного отряда 19-й стрелковой дивизии, а в декабре — на должность командира роты 171-го стрелкового полка (55-я стрелковая дивизия). Принимал участие в боевых действиях на Петроградском и Западном фронтах против войск под командованием генерала Н. Н. Юденича, а также против белополяков в ходе советско-польской войны.
В сентябре 1921 года был назначен на должность командира роты в составе Лоховицкого продовольственного батальона, дислоцированной в Полтавской губернии, а в ноябре — на должность начальника связи 15-го Роменского продовольственного батальона. Принимал участие в боевых действиях против повстанцев на Украине.

### Межвоенное время
В апреле 1922 года был назначен на должность помощника начальника связи артиллерии 24-й Самаро-Симбирской железной дивизии, а в июне был направлен на учёбу в Киевскую артиллерийскую школу.
В 1925 году Вступил в ряды ВКП(б).
После окончания школы в сентябре 1926 года был направлен во 2-й артиллерийский полк (Сибирский военный округ), где служил на должностях командира взвода, командира и политрука батареи, а также принимал участие в боевых действиях на КВЖД. В апреле 1932 года был назначен на должность командира учебной батареи в 1-м артиллерийском полку (Тихоокеанская стрелковая дивизия, ОКДВА), а в сентябре того же года — на должность начальника штаба 138-го отдельного зенитно-артиллерийского дивизиона.
В декабре 1932 года был направлен на учёбу на курсы усовершенствования командного состава зенитной артиллерии, дислоцированные в Севастополе, после окончания которых в мае 1933 года вернулся в 138-й отдельный зенитно-артиллерийскии дивизион, где исполнял должности начальника штаба и командира дивизиона.
В 1936 году повторно окончил курсы усовершенствования командного состава зенитной артиллерии и в апреле 1937 года был назначен на должность начальника штаба, затем — на должность командира 189-го зенитно-артиллерийского полка (Ленинградский военный округ), а в апреле 1940 года — на должность командира 6-й бригады ПВО, сформированной в Киевском военном округе для противовоздушной обороны Львова. К 12 мая 1941 года бригада была развернута в 4-ю дивизию ПВО (Киевская зона ПВО), а Янковский был назначен её командиром.

### Великая Отечественная война
С началом войны дивизия под командованием Янковского начала боевые действия по отражению налётов авиации противника по обороняемым объектам и войскам в приграничном районе и в течение пяти дней с 22 по 26 июня дивизия уничтожила 25 самолётов противника. После оккупации Львова 30 июня 4-я дивизия ПВО под командованием Янковского отступала по направлении на Тарнополь и Киев, при этом вступая в боевые действия с наземными войсками противника. После прибытия в район Киева дивизия вела противовоздушную оборону города, а 4 августа была передислоцирована в район Харькова, где принимала участие в ходе отражения налётов авиации противника на город.
В середине сентября дивизия была расформирована, а Янковский был направлен на формирование Ряжско-Тамбовского дивизионного района ПВО, который 24 ноября был включён в состав Войск ПВО и затем выполнял боевые задачи по обороне железнодорожных узлов, мостов, переправ и других объектов от налётов авиации противника в полосе Брянского фронта.
В мае 1942 года был назначен на должность командира Бологоевского дивизионного района ПВО, который осуществлял противовоздушную оборону городов и железнодорожных узлов Калинин, Бологое, Торжок и Старая Русса, принимая участие в боевых действиях в ходе Великолукской и Ржевско-Вяземской операций.
В середине июня 1943 года Янковский был назначен на должность командира Северо-Кавказского корпусного района ПВО, дислоцированного в Краснодаре. Корпусной район оборонял от налетов воздуха пункты и железнодорожные узлы Краснодар, Армавир, Новороссийск, Туапсе, Кропоткин, Тихорецк, Ейск, Геленджик и Кущевская, а также железнодорожные мосты через реки Уруп, Кубань, базы и порты Черноморского флота, фронтовые и армейские базы снабжения и другие объекты. Принимали участие части района и в наступательных операциях на фронте: они обеспечивали ПВО высадки десантов в ходе Керченско-Эльтигенской десантной операции, а затем — ПВО войск на Керченском плацдарме и переправ через Керченский пролив на плацдарм.
За умелое командование районами ПВО, за мужество, проявленное при обороне Кавказа, Фёдору Георгиевичу Янковскому было присвоено воинское звание «генерал-майор артиллерии», а также он был награждён орденом Кутузова 2 степени.
25 января 1944 года Северо-Кавказский корпусной район ПВО был преобразован в Одесский с изменением задач и района дислокации. К 30 января управление района было передислоцировано в Кировоград, а к 15 марта — в Кривой Рог, и к 21 апреля Одесский корпусной район ПВО был преобразован в 12-й корпус ПВО в составе Южного фронта ПВО. С 15 мая управление корпуса дислоцировалось в Одессе. С сентября корпус выполнял задачи противовоздушной обороны военных объектов в Румынии, расположенных в Бухаресте и Плоешти, а также прикрывал объекты, железнодорожные узлы, коммуникации, переправы, базы в тылу 2-го Украинского фронта.
В январе 1945 года 12-й корпус ПВО был включён в состав Юго-Западного фронта ПВО.

### Послевоенная карьера
После окончания войны Янковский находился на прежней должности.
С преобразование к ноябрю 1945 года 12-го корпуса ПВО в дивизию ПВО был назначен на должность командира.
Генерал-майор артиллерии Фёдор Георгиевич Янковский в ноябре 1946 года вышел в запас. 
Умер 7 марта 1958 года в Одессе. Похоронен на Втором одесском кладбище (участок 6).

## Награды
- Орден Ленина;
- Два ордена Красного Знамени;
- Орден Кутузова 2 степени;
- Орден Красной Звезды;
- Медали.